# 暴れん坊本屋さん
『暴れん坊本屋さん』（あばれんぼうほんやさん）は、久世番子による日本の漫画作品、全3巻。平成17年から連載開始され第1話から第3話までは新書館『月刊ウィングス』に、第4話からは同社『ウンポコ』と並行で連載されていた。久世が本屋でアルバイトをしていた経験談が元になっている。

## あらすじ
久世番子は漫画家をしながら本屋で働いている。自分の漫画を好きなように売れるが、それが転じていつも失敗してしまう。

## 登場人物
番子
本作の主人公。本が好きで本屋で働きながら漫画家をしている。夢は「自分の単行本を自分の手でシュリンクすること」自分の単行本を平積みや売れ筋の本が並ぶ、入り口すぐ脇の陳列台の「島」に並べるという野望を抱いているが、いつもハチさんに阻止される。児童書売り場担当だが子供は好きではない。
ハチさん
番子の同僚で先輩。コミック兼ボーイズラブコーナー担当。「王子さまモノ」が好き。よその本屋で棚が荒れていると、すごい勢いで直してしまうクセあり。本屋の中で唯一番子の正体を知っている人で、実際番子のサイン会で客を装って登場したり、誌上企画に応募したりもした。
店長
番子の働く本屋の店長。商売にはシビアで、売れない本はどんどん切り捨てる。大の読書家であり、毎月番子の給料を遙かに越える額の本を買っているが、読み終わるとその本が面白かったかどうかに関わらずどんどん捨ててしまう。後に番子が漫画家であることに気づく。
武田さん
私服警備員をやっている。主に万引きをした客を捕まえる事が多く、捕まえた相手に抵抗されて流血沙汰になる事も。舞台となる本屋のバックヤードは事務所兼物置兼休憩所となっているため、運が悪いと万引き犯とその家族や関係者との争いを聞きながら昼食を取るハメになる。
かーやまさん
新書館のコミック営業担当、不定期で登場する。『海馬が耳から駆けてゆく』（菅野彰著）にも登場。営業職にもかかわらず弱気で押しが弱いが、「押せ押せで注文を取って書店に納品できても、売れなければ返品される」と悟っている部分がある。
担当さん
新書館に勤務する番子の担当編集者。男性。顔のパーツは大きな「担」の字と眉毛、口で構成されている。既婚者だが、結婚する際に独身時代の趣味を隠蔽するため、自分が持っていた『藍より青し』等の萌え漫画をダンボールに詰め込み、読むのを勧める形で番子に送りつけるが最終巻のみ抜けていたため、後に「続きが読みたい」と番子に言われる。
ムラタさん
番子の同僚。天然パーマの女性。3巻で初めて名前が出た。
ブチくん
番子の同僚であるアルバイター。一度就職のために店を離れたが、しばらく後に仕事を辞めたため再び本屋に戻ってきた（作中では「店長の呪い」が功を奏したためとされている）。

## 書誌情報
- 暴れん坊本屋さん
  1. 2005年09月22日発売 ISBN 978-4-403-67019-0
  2. 2006年03月24日発売 ISBN 978-4-403-67022-0
  3. 2006年10月24日発売 ISBN 978-4-403-67028-2
- 暴れん坊本屋さん 完全版 - 本編に加え日販通信連載の本販通信と新書館コミック注文書連載の暴れん坊営業さんに描きおろしを収録。
  1. 【平台の巻】 2012年10月26日発売 ISBN 978-4-403-67124-1
  2. 【棚の巻】 2012年10月26日発売 ISBN 978-4-403-67125-8